# Emily Falls (Canterbury)
Die Emily Falls sind ein Wasserfall im Gebiet der Ortschaft Peel Forest am südlichen Ausläufer der Tara Haoa Range in der Region Canterbury auf der Südinsel Neuseelands. Er liegt im Lauf des Emily Stream, seine Fallhöhe beträgt 13 Meter. Die in einem anderen Bachlauf liegenden Rata Falls befinden sich nur wenige hundert Meter nordöstlich von ihm.
Der Wasserfall ist über den Emily Falls Track, der am Ende der Blandwoods Road in Peel Forest startet, in etwa 45 Minuten erreichbar.
Er wurde benannt nach Emily Acland.